# Ligne de Plouaret à Lannion
La ligne de Plouaret à Lannion est une ligne ferroviaire française à écartement standard et à une voie banalisée électrifiée. Elle constitue un embranchement de la ligne radiale « nord » de desserte ferroviaire de la Bretagne, permettant la desserte de l’agglomération de Lannion.
Sur le réseau national français, la ligne porte le numéro 446 000 et la voie de port de Lannion le numéro 446 506.

## Chronologie
- Le 31 décembre 1875, concession de la ligne à titre éventuel à la compagnie des chemins de fer de l’Ouest[1]
- Le 13 novembre 1881, ouverture de la ligne
- Le 15 juin 2000, électrification (25 000 V-50 Hz)

## Historique
En août 1865, le maire de Lannion obtient que la gare de Plouaret, située sur l’artère de Paris à Brest ouverte le 26 avril 1865, prenne le nom de Plouaret-Lannion. Si ce changement tente de compenser l’absence de liaison ferroviaire directe à Lannion, les édiles de la ville se battent cependant pour qu’une antenne au départ de Plouaret soit construite.
Ils obtiennent en partie gain de cause, lorsque la ligne de Plouaret à Lannion est concédée à la Compagnie des chemins de fer de l'Ouest par une convention signée entre le ministre des Travaux publics et la compagnie le 31 décembre 1875. La convention est approuvée à la même date par une loi qui déclare la ligne d'utilité publique. Il faudra encore attendre presque 6 années pour que la ligne soit finalement ouverte, ne desservant entre Plouaret et Lannion que la gare de Kerauzern, hameau éloigné de près de cinq kilomètres du bourg de Ploubezre, dont il dépend administrativement.

## Exploitation
Cette ligne est parcourue par deux types de relations : 
- TGV inOui en provenance ou à destination de Paris Montparnasse, une relation par week-end, tous les jours pendant l'été ;
- TER Bretagne sur des relations Saint-Brieuc - Plouaret - Lannion, assurés en  Z 27500.

## Projets
Des projets de modernisation sont en cours[Quand ?]. Bien qu'un relèvement de vitesse à 110 km/h au lieu de 80 km/h, et même 140 km/h initialement , ait été envisagé,  les trains continueront à rouler à la vitesse maximale de 80 km/h. 
Les travaux envisagés se déroulent sous le régime de protection S9AN°3 (ligne fermée) entre le 1er septembre 2014 et le 16 janvier 2015.